# 유안국 (종정)
유안국(劉安國, ? ~ ?)은 전한 중기의 관료이다.

## 행적
원정 4년(기원전 113), 종정(宗正)에 임명되었다.

## 출전
- 반고, 《한서》 권19하 백관공경표 下

| 전임 (대행) 안 | 전한의 종정 기원전 113년 ~ ? | 후임 유장락 |